# José Justo Salcedo y Arauco
José Justo Salcedo y Arauco (Portugalete, 8 agosto 1753 – San Fernando de Cádiz, 8 novembre 1825) è stato un ammiraglio spagnolo.

## Biografia
Nacque a Portugalete l'8 agosto 1753, figlio di José Ventura de Salcedo y Montaño e di doña Antonia de Aranco y Mentacha. Iniziò la sua carriera navale nella Real Armada Española come guardiamarina nel 1768. Il 3 marzo 1771 si imbarcò sul vascello da 74 cannoni Atlante, agli ordini del Capitán de navío Francisco Hidalgo de Cisneros y Ceijas. Durante questo periodo di imbarco effettuò una serie di ricognizioni, comprendenti le zone di capo Cantín, e capo Beddouza, sulla costa del Marocco, all'altezza delle Isole Canarie. Sbarcò dal vascello Atlante il 19 dello stesso mese, imbarcandosi come Alférez de fragata sulla fregata Santa 'Theresa il 3 maggio 1771, agli ordini del Capitano di fregata Antonio Casamara. La nave fu incorporata nella squadra dell'ammiraglio francese François Joseph Paul de Grasse Marchese di Tilly, e partì da Barcellona per raggiungere Cartagena, dove sbarcò il 18 luglio 1771. Negli anni successivi si imbarcò successivamente sulle fregate Santa Dorotea, Santa Lucia e Santa Theresa, tutte da 26 cannoni. Il 1º maggio 1773 si sposò con doña María Gerarda Zuluaga y Yurramendi, imbarcandosi successivamente sulla fregata Santa Dorothea, al comando del Teniente de navío Joaquin Fidalgo. Il 14 marzo 1774 si imbarcò sullo sciabecco da 34 cannoni Nuestra Señora del Pilar, al comando del Tenente de vascello José Basco, che entrò a far parte della squadra navale al comando del Capitano di fregata Francisco de Borja. Il 20 settembre 1774 sbarcò a Cadice, destinato al servizio ad Almacenes. Il 1º novembre 1774 riprese il mare a bordo della fregata da 26 cannoni Santa Catalina Virgen y Mártir a Astrea, al comando del Capitano di fregata Antonio Albornoz, con cui effettuò un viaggio alle Filippine, ritornando successivamente a Cadice. Il 16 marzo 1776 fu nominato Tenente di vascello.
Il suo primo combattimento, imbarcato sul vascello San José appartenente alla Escuadra Combinada ispano-francese posta agli ordini degli ammiragli Luis de Córdova y Córdova e Louis Guillouet d'Orvilliers avvenne durante il 1779, quando prese parte alle operazioni di blocco contro la flotta britannica del Canale della Manica. In quell'anno divenne Alcalde di Portugalete. Durante il 1781, imbarcato sullo sciabecco San Antonio, partecipò all'assedio di Gibilterra. Verso la fine dell'anno la sua nave, dopo aver formato una piccola divisione assieme a quattro barche cannoniere, catturò lo sloop inglese Peggi che fu condotto ad Algeciras. Nel 1782, al comando del medesimo bastimento, prese parte al combattimento tra la squadra spagnola dell'ammiraglio Luis de Córdova y Córdova contro la squadra britannica dell'ammiraglio Richard Howe, avvenuto nelle acque dello Stretto di Gibilterra. Nel 1784, partecipò come Capitano di fregata, alla spedizione di Algeri condotta dal generale don Antonio Barceló. Il 15 agosto dello stesso anno, al comando della fregata Santa Gertrudis, mentre navigava da Cartagena a Cadice catturò uno sciabecco algerino da 14 cannoni, conducendolo prigioniero a Cadice insieme a tutto l'equipaggio. Nel 1793 portò a termine una crociera alle isole Azzorre al comando della fregata Santa Sabina, assieme alla Sirena, e poco tempo dopo ritornò nelle medesime acque al comando della fregata Dorotea.
All'inizio del 1794 fu promosso Capitano di vascello, assumendo il comando del vascello da 74 cannoni Monarca, con cui partecipò alla campagna nel mar Cantabrico, contro le forze navali francesi. Successivamente prese parte alla campagna dell'ammiraglio Juan de Lángara in contrasto alle forze francesi, durante la guerra del Rosellón, fino alla firma della Pace di Basilea. Durante la prima coalizione contro la Francia, verso la fine del 1795, prestò servizio agli ordini dell'ammiraglio Juan de Lángara y Huarte in Mediterraneo.
Nell'ottobre del 1796 la Spagna dichiarò guerra all'Inghilterra ed al Portogallo. Nel giugno 1797, in conseguenza della Battaglia di Capo San Vincenzo, l'ammiraglio inglese Sir John Jervis pose l'assedio al porto di Cadice dove si era rifugiata la squadra navale spagnola. Si distinse particolarmente nella difesa di Cadice, imbarcato sul vascello da 74 cannoni Monarca, inquadrato nella squadra navale dell'ammiraglio José de Mazarredo Salazar Muñatones y Gortázar.
Nel 1798, durante le operazioni di blocco navale del porto di Cadice, riuscì a forzare il blocco con il vascello Monarca e le fregate Paz e Mercedes. Con le sue navi si diresse dapprima alle Isole Canarie e poi in America. La nave al suo diretto comando, il vascello Monarca, si recò alle Antille e penetrò poi nel Golfo del Messico dove imbarcò un carico d'oro, essenziale per la continuazione della guerra. La nave rientrò in patria senza effettuare alcuno scalo intermedio, arrivando a Vigo nel mese di novembre. Dimostrò le sue capacità marinare forzando il blocco inglese varie volte tra il 1799 ed il 1801, effettuando viaggi tra la Spagna e l'America del sud. Nell'ottobre 1801 assunse il comando del vascello  Argonauta, con cui progettò di realizzare un viaggio per raggiungere la provincia di Tierra Firme, sull'istmo di Panama, ma dovette rinunciarvi. Nel 1802 divenne Cavaliere dell'Ordine di Santiago.
La dichiarazione di guerra contro l'Inghilterra, avvenuta il 2 dicembre 1804, lo colse in licenza a Cadice. Richiamato immediatamente in servizio, il 16 gennaio 1805 fu nominato comandante della squadra di Cartagena, forte di 8 vascelli di linea, e di due fregate. Il 2 marzo 1805 venne emesso il piano operativo per le forze navali franco-spagnole. Il 29 marzo dello stesso anno alzò la sua insegna sul vascello da 112 cannoni Reina María Luisa.
Il 30 marzo 1805 l'ammiraglio francese de Villeneuve salpò da Tolone con la sua squadra. Il piano operativo concepito da Bonaparte prevedeva che egli dovesse riunirsi alle squadre spagnole di Cartagena e Cadice, per poi portarsi alle Antille ove doveva riunirsi alla squadra francese del viceammiraglio Ganteaume salpata da Brest. Giunto davanti a Cartagena, Villeneuve lo invitò a unirsi a lui, ma egli dovette rifiutare per mancanza di ordini precisi,
Nel mese di maggio, su ordine di Manuel Godoy Principe de la Paz, si imbarcò salpando da Cartagena il 6 giugno, con l'intenzione di portarsi a Cadice con la sua squadra. Diverse avarie alle navi, e la mancanza di addestramento degli equipaggi lo indussero a ritornare a Cartagena, dove diede l'ancora l'11 giugno. Su insistenza di Godoy e di Gravina, egli salpò nuovamente il 7 luglio, ma resosi conto dell'impossibilità delle sue navi a sostenere un combattimento, decise di ritornare in porto, dove venne successivamente bloccato da una squadra inglese agli ordini di Sir Richard Binckerton.
Dopo il ritorno della flotta combinata a Cadice, nell'ottobre del 1805 fu elaborato un nuovo piano strategico, che riservava alla squadra di Cartagena un funzione secondaria. Gli ordini di Godoy per Salcedo, recapitati per via gerarchica, arrivarono a Gravina da Aranjuez il 10 ottobre, e furono consegnati a Salcedo il 15 ottobre. Gravina non mandò alcun ordine diretto a Salcedo dopo il consiglio di guerra tenutosi sulla nave ammiraglia della flotta combinata, il vascello francese da 80 cannoni Bucentaure, durante il quale si prese la decisione di salpare per portarsi in Mediterraneo.
Il 21 dello stesso mese avvenne la battaglia di Trafalgar, che vide la sconfitta della flotta franco-spagnola. Il 10 novembre fu promosso al grado di Tenente generale, ed in quello stesso mese effettuò con le sue navi alcune crociere di protezione al traffico commerciale, contro i corsari del nordafrica. Nel 1807 entrò a far parte del neocostituito Consiglio dell'Ammiragliato.
Nel febbraio 1808 Godoy ordinò all'ammiraglio Cayetano Valdés y Flores, comandante della squadra di Cartagena, di trasferire le sue navi a Tolone, ma l'ordine non fu portato a termine a causa dei venti sfavorevoli. La squadra fu successivamente trasferita a Maiorca, e poi a Port Mahon. Per questo motivo il Maresciallo Gioacchino Murat ottenne la rimozione dal comando di Valdés, e la sua sostituzione con Salcedo. Mentre quest'ultimo si apprestava ad eseguire l'ordine di trasferimento, il 17 marzo scoppiò ad Aranjuez una rivolta contro il governo di Godoy e le truppe francesi entrarono in Madrid. Egli trasferì la propria squadra a Valencia, dove il 2 maggio si unì alla sollevazione contro i francesi, difendendo la città contro le truppe del Maresciallo de Moncey. Ciò nonostante, seguendo il consiglio di de Mazarredo y Gortazar, nel 1810 entrò al servizio del re Giuseppe I Bonaparte, fratello di Napoleone. Dopo la caduta del re e il ritorno dei Borboni, tra il 1814 e il 1819 rimase in esilio in Francia. Al suo rientro in patria venne sospettato di essere coinvolto in un tentativo di rivolta, venendo arrestato a Siviglia su ordine del re Ferdinando VII. A causa delle sue condizioni di salute fu posto agli arresti domiciliari presso la sua hacienda. Dopo il pronunciamento di Riego fu riabilitato, ottenendo una piccola pensione di 25.000 real annui di cui usufruì per poco tempo, in quanto morì l'8 novembre 1825 a San Fernando de Cádiz.

### Periodici
- Giuliano Da Frè, Il vallo di legno, in RID-Rivista Italiana Difesa, n. 10, Chiavari, Giornalistica Riviera Soc. Coop. a.r.l., ottobre 2005,  pp. 82-97.
- Antonio Martelli, La battaglia di Cabo Sâo Vicente, in Storia Militare, n. 249, Parma, Ermanno Albertelli Editore, giugno 2014,  pp. 20-30.
- Roberto Roggero, Trafalgar. Il tocco di Nelson, in Eserciti nella Storia, Parma, Delta Editrice s.n.c., novembre-dicembre 2004,  pp. 64-72.

| Controllo di autorità | BNE (ES) XX4962016 (data) |